# Eloísa Ibarra
Eloísa Ibarra (nascida em 1968) é uma artista visual uruguaia, especialmente reconhecida por seus trabalhos gráficos.

## Biografia
Ibarra estudou design gráfico na Escola Figari e especializou-se no Instituto Nacional de Belas Artes. Ela também participou da oficina de Nelson Ramos e estudou técnicas gráficas com Pedro Peralta.
Em 2013 e 2014, a sua exposição "The Seed of Babel" rodou cidades nos Estados Unidos. Explora as alterações na linguagem, de certo modo ilustrando o conto "La Biblioteca de Babel".
Em 2017, sua exposição "Mesura y Abismo" foi montada no Museu Juan Manuel Blanes em Montevidéu. Naquele ano, ela também foi convidada para ser uma artista-em-residência no na Fundação SEA, em Tilburg, Holanda.

## Prêmios
- Menção honrosa de Pintura, 2º Bienal Mosca Hnos para Artes e Juventude (2001)
- Menção Honrosa Nacional no Salão Internacional de Gravura (2005)
- Menção especial, Salão de Pintura del Vino, INAVI, Montevidéu, Uruguai (2005)
- 1º Prémio de Escultura, Prêmio da Fundação Zitarrosa (2006)
- 3º Salão Nacional de Gravura, Fundação Lolita Rubia, Minas, Uruguai (2006)
- Prêmio Nacional De Artes Plásticas (2016)[6]